# IC 1376
IC 1376 је ознака објекта на координатама са ректансцензијом 21h 24m 42,0s и деклинацијом - 5° 44" 34'. Открио га је Труман Хенри Сафорд, 21. септембра 1867. Каснијим посматрањима на том положају није уочен никакав астрономски објекат.